# Rio Pirapó
O rio Pirapó é um curso de água do estado do Paraná. Suas águas servem de abastecimento ao município de Maringá.
A área encerrada pelo rio Pirapó se localiza predominantemente na mesorregião Norte Central do Paraná e apresenta, em seus domínios territoriais, uma combinação de elementos naturais, entre os quais se destacam os férteis solos de “terra roxa” originados da decomposição do basalto, relevos planálticos onde predominam baixas declividades que oscilam entre plano a levemente ondulados e clima transicional tropical/subtropical influenciado por suas características altimétricas e latitudinais. Essas especificidades geomorfológicas, edáficas e climáticas, associadas à sua localização geográfica de proximidade aos grandes centros econômicos, contribuíram com o sucesso do processo de ocupação baseado num modelo empreendedor de colonização privada, que foi estimulada pela expansão cafeeira paulista em direção ao norte do Paraná, transformando-a numa das mais promissoras regiões econômicas do país, que, porém, deixou as marcas da degradação ambiental marcada em seu território.

## Bacia hidrográfica do rio Paraná
A bacia do rio Pirapó se encontra no Terceiro Planalto Paranaense, nas mesorregiões geográficas Norte Central e Noroeste paranaense, entre as latitudes 22º32’30"S e 23º36’18”S; e as longitudes 51º22’42”W e 52º12’30”W. Drena uma área de 5.096,86 km2. O referido curso d'água é afluente do rio Paranapanema. De sua nascente em Apucarana, a uma altitude de cerca de 800 metros até a sua foz no rio Paranapanema, em Jardim Olinda, numa altitude aproximada de 250 metros, o rio Pirapó percorre 260,96 e orienta-se para noroeste até Maringá, quando muda sua direção rumo ao norte.
Ao longo de seu curso, o rio Pirapó recebe águas de mais de 120 afluentes, sendo o maior deles o rio Bandeirantes do Norte, cujas nascentes se localizam no município de Arapongas e, após percorrer 166,29 km, desemboca no rio Pirapó nas divisas entre Paranacity, Lobato e Colorado. Em Maringá, o Pirapó é o responsável maior pelo abastecimento da quase totalidade dos seus 357 mil habitantes. Circunscrita à sua área, encontram-se total ou parcialmente 35 municípios.